# Circus Maxentius

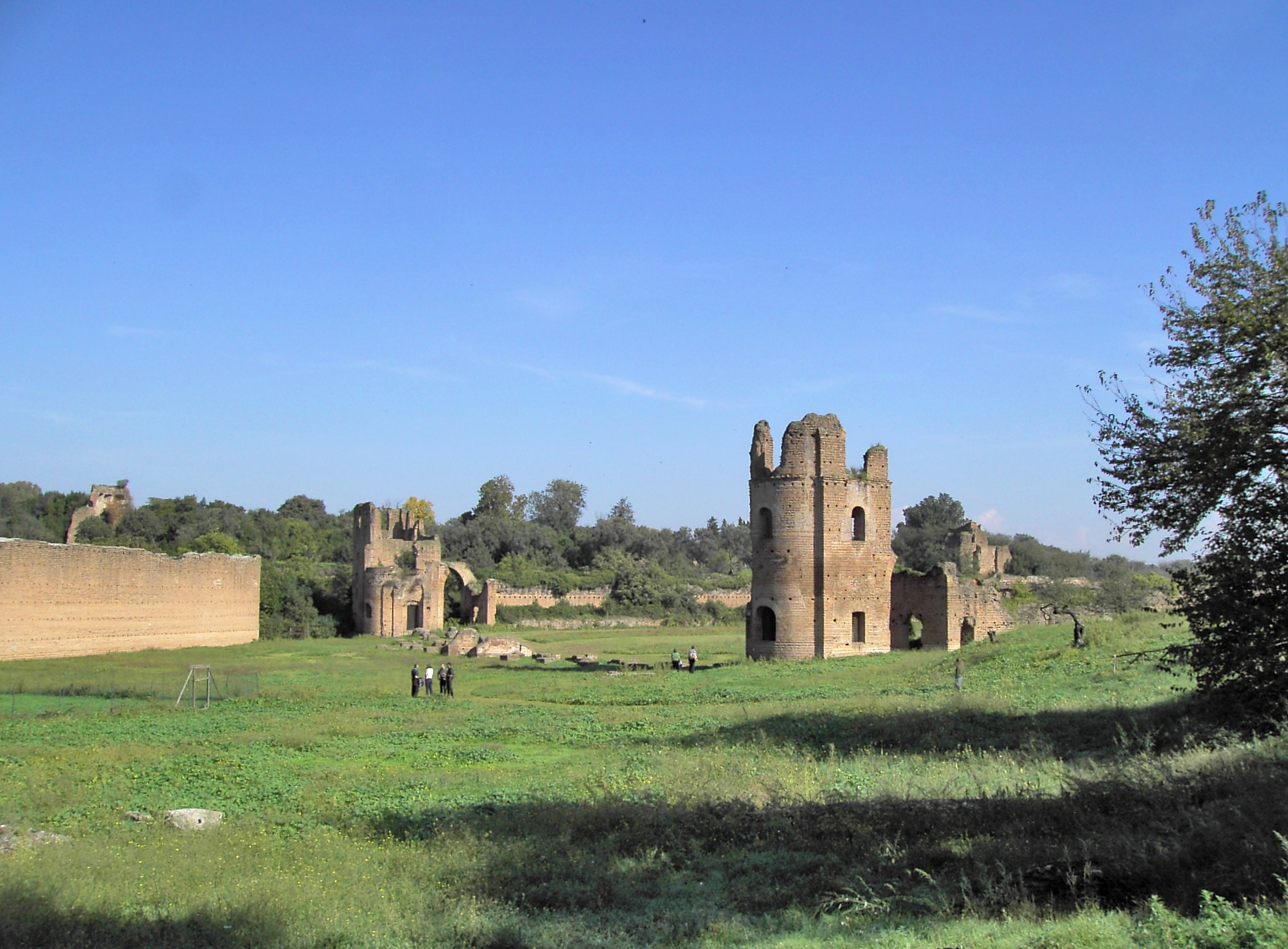
Ruinerna efter Circus Maxentius

Circus Maxentius uppfördes år 309 av kejsar Maxentius, strax norr om Cecilia Metellas mausoleum vid Via Appia, i södra delen av Rom.